# Jiguaní
Jiguaní là một thành phố trực thuộc tỉnh Granma của Cuba. Thành phố này nằm cách tỉnh lỵ Bayamo 25 ki-lô-mét (16 mi) về phía đông.
Thành phố này được chia thành các barrio Babiney, Baire, Bijagual, La Villa, Los Negros, Maffo, Rihito và Santa Rita.
Tên gọi "Jiguaní" có nguồn gốc Taíno, có nghĩa là "chiều cao của con sông". Thị trấn Jiguaní đã là một căn cứ địa và là một điểm bắt đầu của chiến tranh độc lập khỏi Tây Ban Nha của Cuba năm 1895.

## Dân số
Năm 2004, thành phố Jiguaní có dân số 60.320 người. Tổng diện tích là 646 km² (249,4 mi²), và mật độ dân số là 93,4người/km² (241,9người/sq mi).